# Joseph Bonaparte-golf
De Joseph Bonaparte-golf is een golf langs de kust van West-Australië en het Noordelijk Territorium. Ze maakt deel uit van de Timorzee.
De baai ligt in de mariene ecoregio Bonapartekust.

## Geschiedenis
De Menthajangal Aborigines zijn de oorspronkelijke bewoners van het kustgebied van de Joseph Bonaparte-golf.
In 1644 deed de Nederlandse ontdekkingsreiziger Abel Tasman de golf aan. De Franse ontdekkingsreiziger Nicolas Baudin bezocht de golf in 1803 en vernoemde haar naar Napoleon Bonaparte's oudere broer, Jozef Bonaparte. Kapitein Phillip Parker King hernoemde de golf tijdens een expeditie in 1817 maar na de Tweede Wereldoorlog werd ze terug de Joseph Bonaparte-golf genoemd.

## Geografie
De golf heeft een breedte van 320 kilometer en reikt tot 160 kilometer landinwaarts. Kaap Londonderry in West-Australië wordt algemeen aanzien als de westelijke grens. Over het oostelijke grens zijn de meningen verdeeld. Verschillende plaatsen tussen kaap Scott en kaap Blaze in het Noordelijk Territorium komen daarvoor in aanmerking.
De rivieren Keep en Victoria monden uit in het gedeelte van de golf dat in het Noordelijk Territorium ligt. De rivieren Ord, Pentecost, Durack, King en Forrest monden uit in de golf van Cambridge. Deze golf maakt deel uit van de Joseph Bonaparte-golf en situeert zich in het zuidelijke deel van die golf. Wyndham is de belangrijkste haven in de Joseph Bonaparte-golf.

## Ecologie
Uit de bijvangst van de commerciële visvangst in de golf blijkt dat de meest voorkomende vissen in de golf de haarstaartdegenvis, de Polydactylus nigripinnis, de Johnius laevis, de Setipinna tenuifilis, de Rhinoprenes pentanemus en enkele soorten bruine pijlstaartroggen zijn.

### Joseph Bonaparte Gulf Marine Park
Een oppervlakte van 8.597 km² in het zuidelijke deel van de golf werd ondergebracht in het Joseph Bonaparte Gulf Marine Park. Het park bestaat uit na de laatste ijstijd, achttienduizend tot tienduizend jaar geleden, ondergelopen valleien van de in de golf uitmondende rivieren. De waterdiepte in het park varieert tussen vijftien en vijfenzeventig meter. De twaalf rivieren die in de golf uitmonden zetten jaarlijks gemiddeld 196 miljoen ton sediment af. Het park kent een, voor de noordkust van Australië, vrij groot getijdenverschil, van wel zeven meter. De getijden vormen zandbanken in het park. De laatste vijftig jaar heeft het park drieëntwintig tropische cyclonen ondergaan. Doordat het water vrij ondiep is hebben die een destructieve invloed. De temperatuur van het water is sinds de metingen in 2002 stijgende en klimt soms tot 3 °C boven het gemiddelde, zoals in 2015-16 onder invloed van El Niño. Over de relatie tussen de veranderende condities van de zeebodem en het zeewater enerzijds en het waterleven anderzijds, is nog maar weinig bekend. De pas in 2005 beschreven Orcaella heinsohni voedt zich en broedt in de ondiepe wateren van het park. Ook de zeeslang Hyrdophis hardwickii werd er waargenomen.

### Legune (Joseph Bonaparte Bay) Important Bird Area
In het uiterste zuidoosten van de golf ligt de Legune (Joseph Bonaparte Bay) IBA. De IBA ligt binnen het Legune Station in het Noordelijk Territorium en is 1.391 km² groot. Het gebied is van belang door de aanwezigheid van een groot aantal bonte reigers. Verder treft men er zwervende fluiteenden, eksterganzen, rosse kwakken, zwarte ibissen, Australische witte ibissen, zwarte aalscholvers, middelste zilverreigers, terekruiters, meerkoeten en Australische purperkoeten aan.

## Economie
In de golf wordt aan commerciële en recreatieve visserij gedaan. Er wordt met sleepnetten op de Indische garnaal gevist.
Onder de Joseph Bonaparte-golf en de Timorzee ligt het Bonaparte-bekken. Dit werd naar de golf vernoemd. Het bekken bevat verscheidene potentiële en geëxploiteerde olievelden.